# Roderick Hietbrink

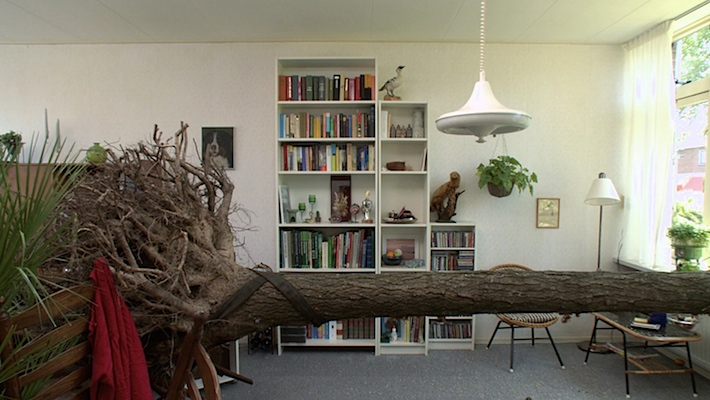
Obývací pokoj, snímek z videa, 2011

Roderick Hietbrink (15. června 1975, Gorssel) je nizozemský umělec a fotograf. V roce 1999 absolvoval Akademii výtvarných umění Sint-Joost v Bredě a poté magisterské studium na Piet Zwart Institute v Rotterdamu. V letech 2011 a 12 působil jako umělec v rezidenci vizuálního umění Rijksakademie v Amsterdamu.
Hietbrink pracuje hlavně s videoinstalacemi, performancemi a inscenovanou fotografií.
Roderick Hietbrink vystavoval v Městském muzeu Amsterodam, Museu Boijmans Van Beuningen v Rotterdamu a De Appel Amsterdam. V roce 2013 zakoupilo muzeum Stedelijk dílo The Living Room, které bylo ve stejném roce představeno muzejní veřejnosti. 